# Brothomstates
Brothomstates — творческий псевдоним известного финского IDM-музыканта Ласси Пекка Никко (фин. Lassi Nikko). В творчестве Ласси, помимо IDM-музыки, также присутствуют элементы эмбиента и даунтемпо.
Раньше он был также известен как композитор к так называемым «демо», создавая музыку под псевдонимом Dune в составе демогруппы Orange.
Записывается Ласси Никко, в основном, на известном британском IDM—лейбле Warp Records.

## На телевидении
Сингл «Adozenaday» с альбома Qtio был саундтреком проводившейся в Великобритании рекламной акции компании Coca Cola по продаже газированных напитков Sprite.

## Дискография
Надпись после года означает наименование звукозаписывающего лейбла 
- kobn-tich-ey (1998) (собственный MP3 релиз)
- Brothom States EP (2000) Exogenic
- Qtio (2001) Warp
- Claro (2001) Warp
- Rktic (2004) Warp
- Brothomstrain vs Blamstates (2006) Narita